# Robbie Conal
Robbie Conal (né en 1944) est un artiste américain issu du Street art, publié dans la presse et remarqué pour ses caricatures de personnages de télévision réalité.

## Biographie
Les parents de Conal étaient tous deux syndicalistes professionnels et il a grandi à Manhattan. Il est partiellement diplômé en arts de l'université d'État de San Francisco en 1969. Après avoir vécu un temps au Canada, il obtient un Master of Fine Arts à l'université Stanford en 1978 et s'installe à Los Angeles en 1984. Il est Adjunct Professor of Painting & Drawing à la Roski School of Fine Arts de l'université de Californie du Sud. Il est marié avec Deborah Ross, créatrice de génériques de films.

## Carrière
Conal a été publié dans Time magazine, Newsweek, le New York Times, le Los Angeles Times, ainsi que dans les émissions de CBS This Morning et Charlie Rose. Il réalise une chronique hebdomadaire "Artburn" pour le L.A. Weekly. Il a publié deux livres à ce jour. En 2004, Conal, Shepard Fairey et Mear One ont réalisé, pour le collectif Post Gen, une série de posters "anti-war, anti-Bush" pour une campagne de Street art intitulée "Be the Revolution" .
En 1992, Clay Walker a réalisé un documentaire sur lui, Post No Bills (coproduction et son de la future chanteuse Marianne Dissard).
Il a été récompensé par le National Endowment for the Arts et le Getty Trust. Ses œuvres sont dans les collections du Broad Contemporary Art Museum, Santa Monica, CA
et de l'ASU Art Museum - Arizona State University Art Museum, Tempe, AZ. Expositions : 2000 : National Affairs - Recent Work by Robbie Conal - San Jose Museum of Art, San Jose, CA. Expositions de groupe : 2006 : Politick - Barnsdall Art Park, Los Angeles Municipal Art Gallery, Los Angeles, CA; Visual Politics - The Art of Engagement - The Katzen Arts Center at American University, Washington, DC; 2004 : Political Satire Then and Now - ASU Art Museum - Arizona State University Art Museum, Tempe, AZ; Watch what we say - Schroeder Romero, New York, NY.

#### Ses livres
- 2003 - Artburn, de Robbie Conal, Préface de Howard Zinn, RDV Books, 100 pages.  (ISBN 978-0971920613)
- 1992 - ART ATTACK: THE MIDNIGHT POLITICS OF A GUERRILLA ARTIST, de Robbie Conal, 64 pages, Harper Perennial.  (ISBN 978-0060969516)
- 1990 - (catalogue) CONAL, ROBBIE et RUGOFF, RALPH et IRMAS, DEBORAH : UNAUTHORIZED HISTORY : ROBBIE CONAL'S PORTRAITS OF POWER, Pasadena, CA, Pasadena Art Alliance, 1990, 56p.

#### À propos
- 1992 - Clay Walker, POST NO BILLS, film, 16 mm, 56:40 min. VHS/DVD, PlanB productions. Coproduit par Marianne Dissard.
- (fr) Renaud Faroux, "Daumier du XXIe siècle", Rencontre avec Robbie Conal, Étapes, n°141, février 2007.
- (en) A Conversation with Robbie Conal, de Tao Ruspoli, vidéo, Counterpunch, 21/03/2007.
- (en) Robbie Conal, Jeff Penalty and Simon Steinhardt,Swindle magazine, Issue icons #1.
- (en) Poster boy for mischief, Irene Lacher, Los Angeles Times, 13/10/2008.